# Daniel Czepko
Daniel Czepko (Koischwitz, 23 settembre 1605 – Wohlau, 8 settembre 1660) è stato un poeta e mistico tedesco.

## Biografia
Daniel Czepko von Riegersfeld fu poeta, giurista, umanista, medico, economista, storico, avvocato e politico. Nacque agli albori del XVII secolo a Koischwitz presso Liegnitz, oggi Legnica, città polacca della regione della Bassa Slesia (Dolnośląskie) da famiglia germanica originaria della Moravia e successivamente trasferitasi in Slesia. Figlio e nipote di pastori luterani, studiò medicina a Lipsia quindi diritto a Strasburgo. Particolare importanza riveste la permanenza nella città renana, ove partecipò al gruppo del giurista Matthias Bernegger, cultore di una religiosità al di sopra dei dogmi, un circolo composto in effetti da membri di diverse confessioni. A Strasburgo aveva risieduto nel XIV secolo Meister Eckhart, vi era nato Giovanni Taulero e la città era considerata il luogo della mistica medievale, che appunto si dice «renana».

## Le opere
Umanista e scienziato di vastissima cultura, Czepko scrisse molte opere: già a quattordici anni componeva epigrammi in latino ma della sua produzione giovanile ci è giunto assai poco, essendo in gran parte andata distrutta, bruciata, nel corso di un attacco di milizie croate. Come per altri esponenti della mistica speculativa, molte sue opere ci sono giunte solo attraverso copie (o copie di copie) del XVIII secolo: di manoscritti originali o di copie autorizzate dall'autore in genere non disponiamo.
Tra il 1626 e il 1631 si possono annoverare le Xenien an Venator (1626), i componimenti poetici rivolti a Eckhard e Donath (1630 e 1632), i versi alessandrini indirizzati a Christoph Köler e la poesia a Hans von Franckenberg (entrambi del 1630). In queste opere sono già evidenti alcuni dei temi dell'opera maggiore: la dottrina neoplatonica dell'emanazione, una rappresentazione panteistica del divino, la ricerca dell'«origine» (Ursprung), la riflessione sul ruolo cruciale della volontà, la dottrina dell'amore come mediatore verso Dio.
Del 1632 sono i tredici componimenti poetici intitolati Gesetze der Liebe (Leggi dell'amore) e di poco posteriori i Sonnette (Sonetti) e le altre poesie dedicate An die Donette (A Donetta - ovvero a Barbara Dorothea Czigan). All'anno successivo appartengono tre significative opere: Das  Gegen Lage der Eitelkeit. Von der Eitelkeit zur Warheit (Opposizione alla vanità. Dalla vanità alla verità), Consolatio ad Baronissam Cziganeam obitum sororis plangentem (Consolazione per la baronessa von Czigan che piange la morte della sorella).
Nel 1655 viene pubblicata l'opera Sexcenta Monodisticha Sapientum, la più matura sia dal punto di vista poetico che mistico-speculativo: in essa ritroviamo i temi cari a tutti i maggiori mistici medievali (Meister Eckhart, Enrico Suso, Giovanni Taulero e lo pseudo-Taulero). Un'influenza importante la dovette esercitare anche la lezione della cosiddetta Teologia tedesca, ossia il trattatello di ispirazione eckhartiana scritto verso la fine del Trecento da un anonimo Cavaliere teutonico di Francoforte e intitolato originariamente Libretto della vita perfetta.

## La dottrina
Il motivo centrale è la via del distacco, lo spogliarsi dell'uomo esteriore per riscoprire l'uomo interiore, l'universale - umano e insieme divino - nel «fondo dell'anima», ri-generando in ogni momento nell'anima nostra quel Cristo, quel Lògos, generato una volta in Betlemme, che eternamente viene così generato come Figlio del Padre.

### Il Regno dei Cieli interiore
Questo concetto - che è anche il titolo dell'opera già citata del 1633 - significa «lo spirito (Gemüth) raccolto in se stesso» ed è un tema tipico della mistica germanica: lo troviamo in Valentin Weigel - oltre che in Meister Eckhart e in Giovanni Taulero - ma più ancora in Jacob Böhme; è presente inoltre nei versi della citata Opposizione alla vanità (1633), accanto all'insistenza sulla necessità del superamento della distinzione uomo/Dio.

### La morte
Werner Milch, nella sua Introduzione a Daniel von Czepko sostiene che il tema della morte costituisce il vero filo conduttore dell'intera opera czepkiana: al fine del superamento del timore della morte il poeta slesiano non esita a ricorrere a ogni dottrina possibile, dallo stoicismo al neoplatonismo fino al sincretismo böhmiano. A tal fine sono dedicate ben tre Consolazioni: alla baronessa Barbara von Czigan (1633) per la morte della sorella, al medico Christian Carisius (1654) in occasione della morte della moglie e al duca Christian per la morte della figlioletta.

### La volontà e il distacco
Come accade in altri grandi poeti di ogni tempo (basti pensare a Dante Alighieri e a tutta la tradizione del trobar e dell'amor cortese dei poeti provenzali), anche per Czepko avviene la compenetrazione tra la poesia d'amore e quella mistica. Paradosso di ogni vero amore è infatti che l'innamorato perda se stesso se vive solo per l'amata, e quel che vale per la creatura vale, a maggior ragione, per Dio. 
Ovvero: occorre una totale rinuncia al volere proprio, altrimenti l'amore non è puro amore.»
Rinuncia equivale a «morte» e rinuncia alla volontà propria equivale a «morte dell'anima» e costituisce il movimento essenziale dell'intelletto per unirsi a Dio; in tal modo il mondo intero e questa stessa vita divengono già un paradiso, o, almeno, un suo «sobborgo».

## Influenza nella storia del pensiero
Jorge Luis Borges, nell'opera La nuova confutazione del tempo, a testimonianza dell'apprezzamento di cui godeva presso di lui il mistico tedesco, riporta una citazione da Daniel von Czepko. Il distico recita, in rima nell'originale tedesco:

## Opere
- Daniel Czepko, Sapienza mistica, a cura di G. Fozzer e M. Vannini, Morcelliana, Brescia, 2005. ISBN 88-372-2009-X.
- (DE)  Daniel von Czepko, Geistliche Schriften, Breslau 1930, ristampato a Darmstadt, 1963.
- (DE)  Daniel Czepko, Sämtliche Werke. Unter Mitarbeit von Ulrich Seelbach hrsg. von Hans-Gert Roloff und Marian Szyrocki. 6 Bände. De Gruyter, Berlin und New York 1980–1998.